# Вероника
Вероника је женско име које се користи у многим језицима. Грчког-латинског је порекла. Има двојако значење: доносилац победе и права слика. 

## Историјат
Са именом је повезана и библијска прича по којој је Вероника било име жене која је прекрила Исуса са марамом приликом успона на брдо Голготу.

## Варијације
-
-;  имендан: 4. фебруар.
-; имендан: 4. фебруар.
-; имендан: 9. јул., 22. јул., 1. септембар.
-;
-;
-;

## Имендани

### У Мађарској
- 12. јануар.
- 13. јануар.
- 19. јануар.
- 24. јануар.
- 4. фебруар.
- 9. јул.

## Познате личности
-; писац, графичар,
-; оперска певачица.